# Anemia lancea
Anemia lancea là một loài dương xỉ trong họ Anemiaceae. Loài này được Christ mô tả khoa học đầu tiên năm 1907.